# (2286) Fesenkov
(2286) Fesenkov (1977 NH) – planetoida z pasa głównego asteroid okrążająca Słońce w ciągu 3,25 lat w średniej odległości 2,19 au. Odkryta 14 lipca 1977 roku.